# Preeja Sreedharan
Preeja Sreedharan (* 13. März 1982 in Mullakkanam, Kerala) ist eine ehemalige indische Leichtathletin, die sich auf den Langstreckenlauf spezialisiert hat.

## Sportliche Laufbahn
Erste internationale Erfahrungen sammelte Preeja Sreedharan bei den Crosslauf-Weltmeisterschaften 2000 in Vilamoura, bei denen sie nach 25:03 min auf den 107. Rang in der U20-Wertung belegte. Im Jahr darauf erreichte sie bei den Crosslauf-Weltmeisterschaften in Ostende nach 25:12 min Rang 83 und 2004 gewann sie bei den Südasienspielen in Islamabad in 4:32,24 min die Bronzemedaille im 1500-Meter-Lauf hinter ihrer Landsfrau Madhuri Singh und Sumeera Zaheer aus Pakistan. 2006 belegte sie bei den Hallenasienmeisterschaften in Pattaya in 9:36,44 min den fünften Platz im 3000-Meter-Lauf und siegte anschließend bei den Südasienspielen in Colombo in 34:27,13 min über 10.000 Meter und gewann im 5000-Meter-Lauf in 16:52,51 min die Bronzemedaille hinter ihrer Landsfrau Jaisha Orchatteri und D. A. Inoka aus Sri Lanka. Anschließend nahm sie erstmals an den Asienspielen in Doha teil und belegte dort in 15:51,89 min bzw. 33:48,45 min jeweils den fünften Platz über 5000 und 10.000 Meter.
2007 gewann sie bei den Asienmeisterschaften in Amman in 16:56,16 min die Silbermedaille über 5000 Meter hinter der Bahrainerin Kareema Saleh Jasim, wie auch im 10.000-Meter-Lauf in 36:04,54 min. Anschließend gewann sie auch bei den Hallenasienspielen in Macau in 9:27,62 min die Silbermedaille über 3000 Meter hinter der Chinesin Chen Xiaofang und belegte über 1500 Meter in 4:31,33 min den fünften Platz. Im Jahr darauf siegte sie bei den Hallenasienmeisterschaften in Doha in 9:12,26 min über 3000 Meter und wurde beim Mumbai Standard Chartered Mumbai Half Marathon nach 1:16:39 h Zweite und siegte Ende August beim Chennai Half Marathon nach 1:18:30 h. Über 10.000 Meter qualifizierte sie sich zudem für die Olympischen Spiele in Peking, bei denen sie mit 32:34,64 min den 23. Platz belegte. 2010 belegte sie bei den Commonwealth Games in Neu-Delhi mit 33:43,91 min Rang sieben und siegte anschließend bei den Asienspielen in Guangzhou mit neuem Landesrekord von 31:50,47 min über 10.000 Meter und gewann über 5000 Meter mit Landesrekord von 15:15,89 min die Silbermedaille hinter der Bahrainerin Mimi Belete.
2011 gewann sie bei den Asienmeisterschaften in Kōbe in 32:15,55 min die Bronzemedaille über 10.000 Meter hinter den Bahrainerinnen Shitaye Eshete und Kareema Saleh Jasim und zwei Jahre später belegte sie bei den Asienmeisterschaften in Pune in 33:41,97 min und 16:29,64 min die Plätze vier und sieben. Bei den Asienspielen 2014 im südkoreanischen Incheon erreichte sie über 5000 Meter in 15:39,52 min Rang acht und wurde über 10.000 Meter in 32:29,17 min Siebte. Im Jahr darauf bestritt sie in Thiruvananthapuram ihren letzten Wettkampf und beendete daraufhin ihre Karriere als Leichtathletin im Alter von 32 Jahren.
In den Jahren von 2006 bis 2008 wurde Sreedharan indische Meisterin im 10.000-Meter-Lauf sowie 2008 auch über 5000 Meter. 2011 wurde sie mit dem Arjuna Award für ihre sportlichen Erfolge ausgezeichnet.

## Bestleistungen
- 1500 Meter: 4:18,43 min, 4. Juni 2008 in Twickenham
  - 1500 Meter (Halle): 4:31,33 min, 31. Oktober 2007 in Macau
- 3000 Meter: 9:33,28 min, 3. Mai 2009 in Kochi
  - 3000 Meter (Halle): 9:12,26 min, 15. Februar 2008 in Doha
- 5000 Meter: 15:15,89 min, 26. November 2010 in Guangzhou (indischer Rekord)
- 10.000 Meter: 31:50,47 min, 21. November 2010 in Guangzhou (indischer Rekord)
- Halbmarathon: 1:16:39 h, 20. Januar 2008 in Mumbai